# Entertainment Weekly
Entertainment Weekly (czasem skracany do EW) – amerykański magazyn wydawany przez główną filię medialną Time Inc. w Stanach Zjednoczonych od 1990 roku.
Jest to tygodnik poruszający tematykę popkulturową. Zajmuje się zdawaniem relacji z życia filmowego, telewizyjnego oraz muzycznego.
Istnieje również jako strona internetowa, EW.com.

## Historia
Pierwsze telewizyjne reklamy przedstawiały magazyn jako przewodnik po kulturze popularnej, w którym zawrą się recenzje filmów, muzyki i książek, a nawet gier komputerowych czy przedstawień teatralnych.
Pierwszy numer został opublikowany 16 lutego 1990 roku. Na okładce znalazła się piosenkarka k.d. lang.
Tytuł tygodnika „entertainment” nie był widocznie akcentowany aż do połowy roku 1992.
Do 2003 roku nakład magazynu wynosił 1,7 miliona kopii na tydzień.
W marcu 2006 roku redaktor naczelny, Rick Tetzeli, zarządził odnowę grafik i rozkładówki tygodnika, w celu uzyskania bardziej nowoczesnego wyglądu.
W 2009 roku średni nakład czasopisma wynosił ok. 1,8 miliona egzemplarzy. We wrześniu tego roku Entertainment Weekly jako pierwszy magazyn w historii zamieścił reklamę wideo w czasopiśmie. Stało się to możliwe dzięki wklejeniu do czasopisma cienkich jak opłatek ekranów wideo.
W 2017 roku dotychczasowy właściciel EW, Time Inc. sprzedał magazyn spółce Dotdash Meredith. W lipcu 2019 roku EW stał się miesięcznikiem.
W lutym 2022 roku Dotdash Meredith poinformował o zaprzestaniu wydawania w formie drukowanej swoich czasopism: Entertainment Weekly, InStyle, EatingWell, Health, Parents i People en Español.